# Bodytoning
Bodytoning betyder opstramning af kroppen. Andre betegnelser er workout, bodysculpting, stram op o.l. Træningen er en variation af traditionel motionsgymnastik og er en af de mest udbredte træningsformer for motionshold.

## Metode
Bodytoning er muskeltræning, styrke såvel som udholdenhed, med eller uden redskaber (elastikker, tubes, bånd, håndvægte, vægtstænger og træningsbolde) for store såvel som små muskler. 
Hver øvelse udføres, som i styrketræning, 1-3 sæt á 8-16 gentagelser. En speciel form for muskeltræning i aerobicsalen er BodyPump, et konceptprogram (samme program i tre måneder) som er muskeludholdenhedstræning med mange gentagelser.
Et træningspas består af opvarmning (7-10 minutter), muskel- og balancetræning og nedkøling (20-40 minutter) og udstrækning (5-10 minutter). 
Bodytoning findes i gymnastik- og idrætsforeninger og i kommercielle fitnesscentre.

## Uddannelse
Bodytoning-/aerobicinstruktører uddannes på Trænerakademiet på Aalborg Sportshøjskole (1-årig), på idræts- og sportshøjskoler, via DGF, DGI og DFIF, og på kommercielle fitnesscentres uddannelser.